# Lázaro Cárdenas, Tlachichuca
Lázaro Cárdenas är en ort i Mexiko.   Den ligger i kommunen Tlachichuca och delstaten Puebla, i den sydöstra delen av landet, 180 km öster om huvudstaden Mexico City. Lázaro Cárdenas ligger 2 581 meter över havet och antalet invånare är 1 186.
Terrängen runt Lázaro Cárdenas är kuperad österut, men västerut är den platt. Runt Lázaro Cárdenas är det ganska tätbefolkat, med 120 invånare per kvadratkilometer. Närmaste större samhälle är Ciudad Serdán, 17,7 km söder om Lázaro Cárdenas. Trakten runt Lázaro Cárdenas består till största delen av jordbruksmark.